# Koninklijke Familieorde van de Kroon van Brunei

Baton van de orde.

De Koninklijke Familieorde van de Kroon van Brunei (Darjah Kerabat Mahkota Brunei) is een prominente ridderorde uit het sultanaat Brunei. De dragers mogen DKMB toevoegen aan hun titels.

## Type
Deze orde wordt gerekend tot de huisordes, en heeft een koninklijke status. Deze orde werd gesticht op 15 Augustus 1982 door regerend Sultan Hassanal Bolkiah. Ze kent maar 1 graad. Een gelijknamige orde bestaat in de Maleisische federatie. Ook daar bestaat een "Koninklijke Familieorde van de Kroon". Huisordes worden verleend aan de directe leden van het regerend huis. Het hoofd van de regerende familie bepaalt wie wordt opgenomen. Soms wordt ze geschonken aan belangrijke leden van andere koninklijke huizen. Burgers krijgen zelden een lidmaatschap. Voor diplomatiek verkeer bestaat er andere ordes.

## Versierselen

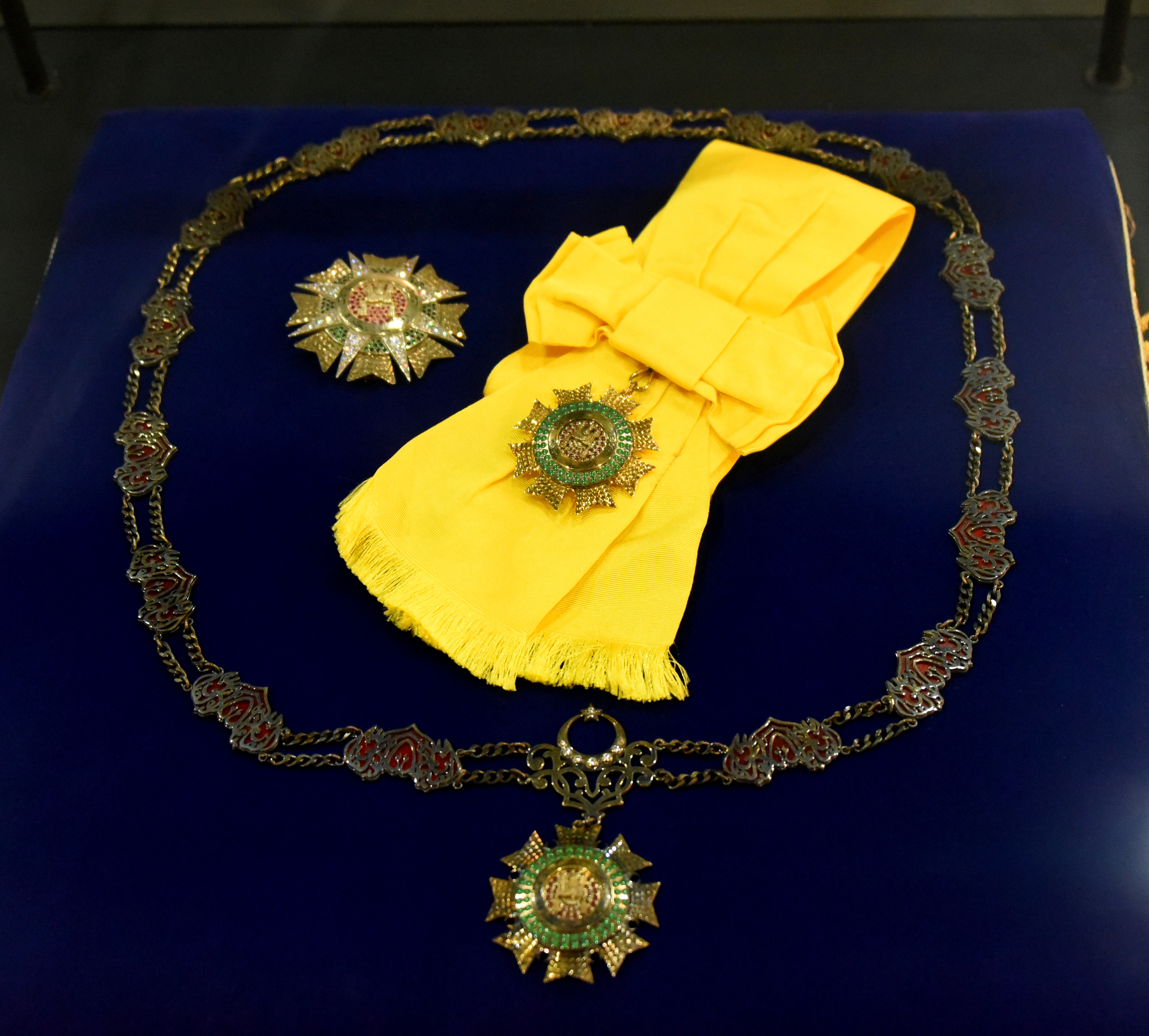
Koninklijke Familieorde van de Kroon van Brunei

Er bestaat een keten, met schakels in massief goud. Het grootlint is kanariegeel, met strik en wordt over de linkerschouder gedragen. Borstkruis is een zespuntige ster. De versiering is uitzonderlijk kostbaar versierd met edelstenen en mineralen.

## Lidmaatschap
De meeste naaste familieleden van de Sultan zijn opgenomen.
- - ZM de Sultan
  - ZKH de Kroonprins
  - HKH de Kroonprinses

Leden van bevriende regerende koningshuizen
- HM Elizabeth II, sinds 1992 (RCIN 250052 a-f)
- HM Beatrix , Koningin der Nederlanden.[1]
- Farah Diba, Keizerin van Iran